# Gouvernement Boluarte IV
Pour les articles homonymes, voir Gouvernement Boluarte.
 (signalé en mai 2025).
Si vous disposez d'ouvrages ou d'articles de référence ou si vous connaissez des sites web de qualité traitant du thème abordé ici, merci de compléter l'article en donnant les références utiles à sa vérifiabilité et en les liant à la section « Notes et références ».
- Archive Wikiwix
- Bing
- Cairn
- DuckDuckGo
- E. Universalis
- Gallica
- Google
- G. Books
- G. News
- G. Scholar
- Persée
- Qwant
- (zh) Baidu
- (ru) Yandex
- (wd) trouver des œuvres sur Wikidata

Boluarte III 
Le gouvernement Boluarte IV est le gouvernement du Pérou depuis le 14 mai 2025.

## Composition
Les nouveaux ministres sont indiqués en gras et ceux ayant changé d'attribution en italique.
| Image                 | Fonction                                                        | Nom | Nom                        | Parti                  |
| --------------------- | --------------------------------------------------------------- | --- | -------------------------- | ---------------------- |
|                       | Présidente de la République                                     |     | Dina Boluarte              | Indép.                 |
| Conseil des ministres |                                                                 |     |                            |                        |
|                       | Président du Conseil des ministres                              |     | Eduardo Arana              | Indép.\| width="80" \| |
|                       | Ministre des Affaires étrangères                                |     | Elmer Schialer Salcedo     | Indép.                 |
|                       | Ministre de la Défense                                          |     | Walter Astudillo           | Indép.                 |
|                       | Ministre de l'Économie et des Finances                          |     | Raúl Pérez-Reyes           | Indép.                 |
|                       | Ministre de l'Intérieur                                         |     | Carlos Malaver             | Indép.                 |
|                       | Ministre de la Justice et des Droits de l'homme                 |     | Juan Alcántara             |                        |
|                       | Ministre de l’Éducation                                         |     | Morgan Quero Gaime         | Indép.                 |
|                       | Ministre de la Santé                                            |     | César Vásquez Sánchez      | APP                    |
|                       | Ministre du Développement agraire et de l'Irrigation            |     | Ángel Manero Campos        | Indép.                 |
|                       | Ministre du Travail et de la Promotion de l'emploi              |     | Daniel Maurate             | Indép.                 |
|                       | Ministre de la Production                                       |     | Sergio González Guerrero   | Indép.                 |
|                       | Ministre du Commerce extérieur et du Tourisme                   |     | Úrsula Desilú León Chempén | Indép.                 |
|                       | Ministre de l'Énergie et des Mines                              |     | Rómulo Mucho Mamani        | Indép.                 |
|                       | Ministre des Transports et des Communications                   |     | César Sandoval             | Indép.                 |
|                       | Ministre du Logement, de la Construction et de l'Assainissement |     | Durich Whittembury Talledo | Indép.                 |
|                       | Ministre de la Femme et des Populations vulnérables             |     | Fanny Montellanos Carbajal | Indép.                 |
|                       | Ministre de l'Environnement                                     |     | Juan Castro Vargas         | Indép.                 |
|                       | Ministre de la Culture                                          |     | Fabricio Valencia Gibaja   | Indép.                 |
|                       | Ministre du Développement et de l'Inclusion sociale             |     | Leslie Urteaga Peña        | Indép.                 |